# Jack Archer (Leichtathlet)
Jack Archer (eigentlich: John Archer; * 10. August 1921 in Nottingham, Nottinghamshire; † 29. Juli 1997 in Cheltenham, Gloucestershire) war ein britischer Sprinter, der 1946 Europameister wurde.
Bei den Leichtathletik-Europameisterschaften 1946 in Oslo siegte er über 100 Meter in 10,6 s und wurde Sechster im 200 Meter wurde er in 22,0 s Sechster. In der 4-mal-100-Meter-Staffel belegte er mit der britischen Mannschaft in 42,0 s den fünften Platz. 
Bei den Olympischen Spielen 1948 in London gewann die britische Stafette in 41,3 s Silber hinter der Mannschaft aus den USA. Archer lief als Startläufer und übergab an John Gregory, Alastair McCorquodale und Ken Jones vervollständigten das Quartett. 1950 war Archer bei den British Empire Games in Auckland Kapitän der englischen Mannschaft. In der 4-mal-110-Yards-Staffel gewann er mit der britischen Stafette Silber hinter Australien, nachdem er sowohl über 110 als auch über 220 Yards im Halbfinale ausgeschieden war.

## Bestzeiten
- 100 Meter: 10,6 s (1946)
- 200 Meter: 22,0 s (1946)